# Ariarich
Ariarich  (auch Ariaric; lateinisch Ariaricus) war ein Richterkönig der gotischen Terwingen im vierten Jahrhundert. Der spätere Richterkönig Aorich war vermutlich sein Sohn und dessen Nachfolger Athanarich sein Enkel.
Im dritten und vierten Jahrhundert n. Chr. gab es durch gotische und andere Gruppen des Barbaricums immer wieder Unruhen an der Grenze zur römischen Provinz Pannonien. Zur Sicherung dieser Grenze errichtete Konstantin der Große im Jahr 328 n. Chr. eine Brücke über die Donau und Befestigungen im Gebiet Olteniens und der Walachei. Dies führte zu den Einfällen der Terwingen und Taifalen in das von anderen sarmatischen Gruppen besiedelte Einzugsgebiet der Theiß.
In der Folge schlossen sich jene Theiß-Sarmaten gegen die Eindringlinge mit Konstantin den Großen zusammen, der seinen Sohn Konstantin II. im Winter zu Beginn des Jahres 332 n. Chr. gegen die gotischen Terwingen und ihre Verbündeten, die Taifalen, einsetzte. Den antiken Nachrichten zufolge soll das aufgrund des kalten Winters und des Mangels an Nahrung zum Tod von etwa hunderttausend Menschen geführt haben.
Im Frühjahr 332 n. Chr., am 20. April, wurden Ariarichs Terwingen und die mit ihnen verbündeten Taifalen jenseits der unteren Donau vom römischen Kaiser Konstantin II. endgültig besiegt. Sie wurden gezwungen, mit den Römern Frieden zu schließen, indem sie im selben Jahr einen Vertrag mit Konstantin dem Großen unterzeichneten. Einige Historiker bestreiten, dass dieser Vertrag ein foedus war, sie sehen es eher als einen einseitigen Akt der Unterwerfung durch die Römer an. Zusätzlich stellte Ariarich seinen Sohn Aorich als Geisel bzw. persönlichen Unterpfand des künftigen Friedens zwischen Rom und Ariarichs Terwingen.
Falls Alfred von Gutschmid die Inschrift CIL III 6159 richtig ergänzt haben sollte ([cum rege Aria]rico victis superatisque Gothis), kämpften Ariarichs Terwingen wahrscheinlich bereits um 320 n. Chr. gegen Konstantin I.